# Tretogonia lateritia
Tretogonia lateritia är en insektsart som först beskrevs av Taschenberg 1884.  Tretogonia lateritia ingår i släktet Tretogonia och familjen dvärgstritar. Inga underarter finns listade i Catalogue of Life.